# Symfonie nr. 38 (Hovhaness)
Alan Hovhaness componeerde zijn Symfonie nr. 38 opus 314 in de maanden juni en juli van 1978. De symfonie heeft geen bijtitel.
De symfonie is gecomponeerd voor zijn vrouw de Japanse coloratuursopraan Hinako Fujihara. De symfonie duurt voor Hovhaness doen vrij lang (55 minuten) en is gecomponeerd voor sopraan, trompet, dwarsfluit en strijkinstrumenten. De symfonie kent een vijfdelige structuur:
- Allegretto – Presto – Allegretto
- Andante – Allegretto passionato – Presto
- My soul is a bird – Allegro – maestoso – andante
- Lullaby – Allegretto – Andante
- Andante maestoso.

Het eerste deel is gecomponeerd in een haast klassieke sonatevorm met een uitstap naar de Jo-ha-kyu-vorm uit Japan. Verder heeft de componist ragas toegepast en komen de voor hem zo gebruikelijke fuga en canon ook voor. Deel twee wordt gevormd door een motet van violen en altviolen; daarboven speelt een soloviolist in een Armeense kerktoonladder de melodie. Het maatschema is daarbij variërend (2+2+2+2+3+3+2+2). Deel 3 is een soort cantate waarbij de sopraan de tekst: My soul is a bird; flying to the distant, cloud-covered mountain zingt. Deel 4 is een wiegelied waarbij de sopraan begeleid wordt door de dwarsfluit, die als een echo het geluid van de sopraan steeds terugbrengt. Deel 5 is wederom een motet in een soort fugavorm, uitmondend in een solo voor de trompettist tegenover de strijkers in een soort hymne.

## Orkestratie
- sopraan
- dwarsfluit, trompet
- violen, altviolen, celli, contrabassen

## Discografie
- Uitgave Pandora Record ofwel Fujihara Records: Fujihara met het Northwest Chamber Orchestra onder leiding van Hovhaness (niet meer verkrijgbaar)
- Uitgave Koch International: alleen de delen III en IV, Seattle Symphony o.l.v. Hovhaness met Fujihara als soliste; een opname uit 1992 (idem).